# بهرام حیدری
بهرام حیدری (زادهٔ ۱۳۲۱ خورشیدی) نویسندهٔ بختیاری ایرانی است. او از نویسندگان نوگرای دهه‌های ۱۳۵۰ و ۱۳۶۰ است و به همراه نویسندگان دیگری از جمله عدنان غریفی، ناصر تقوایی، احمد محمود، احمد آقایی، منصور خاکسار، پرویز مسجدی، حسین رحمت، علی گلزاده، مسعود میناوی، ناصر مؤذن، محمد ایوبی، پرویز زاهدی و نسیم خاکسار از شکل‌دهندگان داستان‌نویسی جنوب است.
بهرام حیدری یکی از نویسندگان ادبیات روستایی–اقلیمی ایران است. کتاب «لالی» وی به همراه کتاب «نان و گل» نسیم خاکسار به عنوان بهترین مجموعه داستان‌های سال ۱۳۵۸ شناخته شد. وی بسیاری از سال‌های عمر خود را به عنوان سرباز سپاهی دانش و معلم در روستاهای جنوب سپری کرد و بعد از انقلاب فرهنگی و اخراج از آموزش و پرورش به خارج از کشور مهاجرت کرد.

## آثار
بهرام حیدری، به‌طور رسمی با کتاب «به‌خدا که می‌کُشم هرکس که کُشتم» که در سال ۱۳۵۶ چاپ شد، پابه عرصهٔ ادبی ایران گذاشت. در سال ۱۳۵۸ کتاب «زنده‌پاها و مرده‌پاها» و در همان سال مجموعه داستان‌های کوتاه «لالی» را به چاپ سپرد. هر چند او پیش‌ترها، نزدیک به بیست سال، در نشریات ادبی آن زمان بسیاری از داستان‌هایش را چاپ کرده بود، اما هرگز بسیاری از آن‌ها در کتابی نیامد و به روایت بسیاری از نزدیکانش، او کتاب‌های دیگری به نام «شناسنامه‌های باطل‌شده» و «شامِ کفتار و چاشتِ پلنگ» داشت که در حملهٔ ساواک به خانه‌اش از بین رفتند.

### داستان کوتاه
- به‌خدا که می‌کشم هرکس که کشتم، تهران: انتشارات کتاب زمان، ۱۳۵۶، ۱۲۶ص
- زنده‌پاها و مرده‌پاها، تهران: انتشارات کتاب زمان، ۱۳۵۸، ۱۰۶ص
- لالی، تهران: انتشارات امیرکبیر، ۱۳۵۸، ۳۳۳ص
- تله، تیغ، تیهو: مجموعه‌داستان، سوئد/استکهلم: انتشارات آرش، ۱۳۷۰، ۲۹۸ص، ۹۱-۸۸۸۸۰-۷۶-۱
- کوه ساکن اجساد، رودِ جاری انسان، سوئد/اوپسالا: انتشارات افسانه، ۱۳۷۵، ۲۴۷ص، ۹۱-۹۷۲۴۲۷-۹-۹
- علف - که نمی‌شکند: چهار داستان، سوئد/اوپسالا: انتشارات افسانه، ۱۳۷۶، ۱۵۴ص، ۹۱-۹۷۲۹۲۶-۷-۲
- دره‌های سایه‌گرفتهٔ روح: دو داستان، سوئد/اوپسالا: انتشارات افسانه، ۱۳۷۷، ۱۶۸ص، ۹۱-۹۷۲۹۲۶-۸-۰
- بُنه‌گَچ: چهار داستان، سوئد/استکهلم: انتشارات کتاب ارزان، ۱۳۷۸، ۲۳۱ص، ۹۱-۸۷۵۲۸-۹۰-۸
- باران و ابرهای وجود، سوئد/استکهلم: انتشارات کتاب ارزان، ۱۳۸۰، ۴۵۴ص، ۹۱-۸۸۸۸۰-۴۷-۸
- سِپِلِشت: چهار داستان، سوئد/استکهلم: انتشارات کتاب ارزان، ۱۳۸۲، ۲۶۶ص، ۹۱-۸۸۸۸۰-۹۴-X
- سلول‌های دربسته: شش داستان، سوئد/استکهلم: انتشارات آرش، ۱۳۹۲، ۳۱۶ص، ۹۷۸-۹۱-۹۸۰۶۹۲-۲-۸
- دورهٔ رستنی‌های ذلت: دو داستان، سوئد/اسپانگا: انتشارات آرش، ۱۳۹۳، ۲۰۱ص، ۹۷۸-۹۱-۹۸۰۶۹۲-۹-۷
- شناسنامه‌های باطل‌شده: نُه داستان، سوئد/اسپانگا: انتشارات آرش، ۱۳۹۳، ۱۸۳ص، ۹۷۸-۹۱-۹۸۰۶۹۳-۰-۳

### رمان و رمانس
- عقرب‌ها، آهوها، عقاب‌ها: داستان بلند، سوئد/اوپسالا: انتشارات افسانه، ۱۳۷۵، ۱۲۶ص، ۹۱-۹۷۲۴۲۷-۷-۲
- منزلگاه بادهای سرخ: داستان بلند، سوئد/اوپسالا: انتشارات افسانه، ۱۳۷۶، ۱۰۵ص، ۹۱-۹۷۲۹۲۶-۶-۴
- تغییر: داستان بلند، سوئد/استکهلم: انتشارات کتاب ارزان، ۱۳۷۷، ۱۵۸ص، ۹۱-۸۷۵۲۸-۸۳-۵
- آب و آبرو: داستان بلند، سوئد/استکهلم: انتشارات کتاب ارزان، ۱۳۷۸، ۲۵۷ص، ۹۱-۸۸۸۸۰-۶۶-۴
- عمارت: داستان بلند، سوئد/استکهلم: انتشارات کتاب ارزان، ۱۳۷۹، ۱۳۰ص، ۹۱-۸۸۸۸۰-۸۵-۰
- بچه‌ها: داستان بلند، سوئد/استکهلم: انتشارات کتاب ارزان، ۱۳۸۲، ۲۸۰ص، ۹۱-۸۸۸۸۰-۶۷-۲
- ۱۳۶۷: داستان بلند، سوئد/استکهلم: انتشارات کتاب ارزان، ۱۳۸۴، ۱۸۳ص، ۹۱-۹۷۵۷۱۲-۷-X
- «همیشگی» به سرمنزل نرسید: داستان بلند، آلمان/برلین: انتشارات گردون، ۱۳۸۹، ۵۹۴ص، ۳-۹۳۸۴۰۶-۹۸-۴
- صدا: داستان بلند، سوئد/استکهلم: انتشارات آرش، ۱۳۹۲، ۱۶۳ص، ۹۷۸-۹۱-۹۸۰۶۹۲-۷-۳
- شام کفتار و چاشت پلنگ: داستان بلند، سوئد/اسپانگا: انتشارات آرش، ۱۳۹۳، ۲۸۳ص، ۹۷۸-۹۱-۹۸۰۶۹۳-۱-۰
- ماه و کپرها: داستان بلند، سوئد/اسپانگا: انتشارات آرش، ۱۳۹۴، ۲۹۴ص، ۹۷۸-۹۱-۹۸۰۶۹۳-۲-7

## بن‌مایه‌ها
منوچهر شفیانی اولین نویسنده‌ای بود که از روستاهای جنوب، مخصوصاً مسجد سلیمان و لالی نوشت و در مجله خوشه و دیگر مجلات تهران چاپ کرد. خیلی زود منوچهر مقلدان بسیاری پیدا کرد که دو تن از مقلدان او نام‌آور شدند؛ حفیظ‌الله ممبینی و بهرام حیدری. حیدری خیلی زود نثرش را پیراست و کارش از تقلید گذشت و به خلق رسید. کتاب‌های لالی، به‌خدا که می‌کشم هرکس که کشتم و زنده‌پاها و مرده‌پاها گواه این مدعاست. مخصوصاً مجموعه داستان «لالی» که یکی از درخشان‌ترین مجموعه‌داستان‌های اقلیمی ماست.
آثار حیدری، حکایت روزمرگی و اضمحلال مردمی‌ست که گویی در ظلمانی‌ترین قسمت دنیا زندگی می‌کنند. دنیای لالی، در حقیقت آن یوکناپاتافای زادهٔ ذهن فاکنر نیست، دنیایی است زنده که هر لحظه به زوال و فراموشی می‌گراید. لالی، محصول فقر و درماندگی مردمی است که به مرگ و جنون می‌رسند. آدم‌هایی که آرزوها و خواسته‌هایشان آنچنان کوچک و پیش پا افتاده‌است که هیچ حسی را برنمی‌انگیزند. اما وقتی خود را در به دست آوردن کوچکترین حق طبیعی زندگی ناتوان و محروم می‌بینند، لب به کفر می‌گشایند.
کُفر واژه‌ای است که در داستان‌های حیدری جایگاه ویژه‌ای دارد. او همیشه شخصیت‌هایش را به سمت کفرگویی سوق می‌دهد. «اما اگر فاکنر زوال جنوب را از منظری دینی می‌نگرد و بر نقض پیمان انسان با خدا دریغ می‌ورزد که جنوبیان را به لعن و نفرین ابدی دچار می‌کند، حیدری از منظری کاملاً دین‌ناخواهانه به شرح زوال عشایر خود می‌پردازد و فقر و تیره‌روزی آن‌ها را نشانه‌ای از بیهودگی اعتقاد به جهان برین در نظر می‌گیرد و ساده‌دلانه کفرگویی عشایر و روستاییان را در مقابل مصائب و سختی‌های زندگی، نشانه نوعی درک پیش‌علمی می‌داند که ممکن است آن‌ها را به سطحی از آگاهی برساند تا بر اثر آن علیه وضع موجود خود بشورند.»
در داستان‌های او کفر و بیزاری جستن از خدا، نشانهٔ نارضایتی و روزمرگی آن‌ها و در عین حال، تسکینی است برای دردهای التیام نایافته‌شان. در حقیقت کفرگویی آن‌ها، آنی و لحظه‌ای است. اگر در یک لحظه کفر می‌گویند در لحظهٔ دیگر از همان خدا و امامزاده استمداد می‌جویند. اگر جوانترها کفر می‌گویند، پیرمردها استغفرالله را بر زبان می‌آورند و آن‌هایی که از خدا استمداد می‌جویند، استمدادشان ملتمسانه نیست. استمداد آن‌ها قهرآمیز و از روی ناچاری است.
«گل محمد با صدای مهیب و خشم و نفرت گفت:های بابا زاهد! خاب! برو! تو، پیری؟ برو اون‌طرف اقلاً که گاو، که سه‌پایه، چشم خود تو در نیاره! برو… پیر! برو، خدا!...» (لالی، ص ۱۵۲)
حیدری و شفیانی از نویسندگان ادبیات داستانی رئالیسم کارگری در ایران هستند. مجموعه داستان لالی بیشتر ویژگی‌های یک رئال سوسیالیستی را داراست و عناصر آن را در خود به همراه دارد. علاقه و ارادت حیدری به ادبیات روس در این مجموعه داستان موج می‌زند و بدون دلیل نبوده که داستان کباب این مجموعه به روسی ترجمه شده‌است.
حیدری با نقد دوران خود سعی بر آن دارد که به دیگران هشدار دهد که: مواظب این شبه‌مدرنیسم فریبنده باشید. داستان‌های حیدری و قرعهٔ آخر منوچهر شفیانی در زمرهٔ اولین‌های ادبیات پست‌مدرن ایران‌اند. این داستان‌ها، نهادها و نمادهای دو موقعیت را به صورت پررنگ در خود دارند و با نقد از هر دو موقعیت می‌خواهند به مخاطب گوشزد کنند که: این موقعیت را به آرامی و در بستر فراهم آمده پذیرا باشید.
منوچهر آتشی در همان سال‌ها در نقد کتاب اول وی نوشت: حیدری، از قرار، محکم چسبیده به محیط خاص بختیاری و آداب و عادات و رویدادهای زندگی مردم آن؛ و مهم‌تر این‌که تاکنون، هرچه از او خوانده‌ایم، موضع زمانی مشخص و مشترکی دارند. این آگاهی ما را بر آن می‌دارد از خود بپرسیم آیا نویسنده، نظر به پژوهشی هم دارد یا نه؟ و اگر دارد، چرا تنها دوره‌ای خاص را مطمح نظر قرار داده‌است؟ آیا می‌خواهد قصه‌های او، روشنگر آن دورهٔ معین باشند؟ و دیگر این‌که، اگر تنها می‌کوشد از این کارمایه، حداکثر بهره را برگیرد، متوجه این خطر هست که فرهنگ بختیاری - با همهٔ غنایش - ظرفیت کارهای زیادی ندارد و ممکن است داستان‌ها، صورتی مشابه و تکراری پیدا کنند؟

## پی‌نوشت
1. ↑  احمدی داریوش. دربارهٔ بهرام حیدری، هفته‌نامهٔ تولید، صفحه دهکده.
2. ↑  داستان‌نویسان جنوب، محمد ایوبی، شورای گسترش زبان فارسی
3. ↑  یوسفی، رامین. نقد مجموعه داستان لالی اثر بهرام حیدری، ۴ دی ۱۳۸۸
4. ↑  «آتشی، منوچهر. نگاهی به مجموعه «به خدا می‌کشم هر کس که کشتم»، تماشا (بازچاپ در نشریهٔ اینترنتی مردم لر)». بایگانی‌شده از اصلی در ۱۷ دسامبر ۲۰۱۰. دریافت‌شده در ۲۱ مه ۲۰۱۱.